# Бариш (село)
Ба́риш — село в Україні, у Бучацькій міській громаді Чортківського району Тернопільської області. Адміністративний центр колишньої Бариської сільської ради. До складу Бариша входять хутори Гаї Бариські, Гутишин (Гутишино), Луги і Тисів.

## Географія
Розташоване на березі р. Бариш (ліва притока Дністра), за 15 км від районного центру і 14 км від найближчої залізничної станції Бучач. Неподалік села проліг автошлях Тернопіль–Івано-Франківськ. Географічні координати — 49° 02’ пн. ш., 25° 17’ сх. д. Територія — 9,2 кв. км. Дворів — 634.

## Місцевості
- Гаї Бариські — хутір, приєднаний до с. Бариш; розташований за 3 км на південний схід від нього на берегах р. Бариш. Назва свідчить про залежність хутора від села. У 1945–1946 рр. на хуторі розташовувався курінь УПА під проводом «Бистрого»; 2 серпня 1945 р. чота кавалерії під його командуванням розбила в ліску біля села Бариша військовий підрозділ більшовиків; у бою повстанці здобули 30 возів, коні, упряж. У березні 1949 р. на хуторі було 36 будинків, де мешкало 139 осіб; у лютому 1952 р. — 35 будинків, (154 особи). Протягом 1950-х рр. частину жителів переселено в с. Бариш. У 2011 р. на хуторі — 19 будинків, 73 особи[2].
- Гутишин (Гутишино) — хутір, приєднаний до с. Бариш; розташований за 4 км на південний захід від нього. Назва – від прізвища Гута (слов’янською «гута» – місце для виробництва скла та виробів із нього; польською – плавильня металів). У березні 1949 р. на хуторі в 42-х будинках проживало 208 осіб; діяла читальня. 1952 р. влада спробувала створити на основі хутора село, приєднуючи сусідні хутори Луги й Тисів, але план не реалізовано. У 2011 р. на хуторі – 39 будинків, 114 осіб. Діють клуб, бібліотека, ФАП, торговий заклад. На хуторі проживали скрипаль А. Лапішко, зв’язкова УПА Г. Оріховська. Є чотири ставки[2].
- Луги — хутір, приєднаний до с. Бариш; розташований за 3 км на південь від нього. Назва походить, імовірно, від прізвища першопоселенця або від місця розташування – на "лугах". У лютому 1952 р. в 52 будинках проживало 233 особи; цього ж року влада, об’єднавши хутори Гутишин, Луги і Тисів, хотіла утворити село, але план не реалізовано. У 2011 р. хутір за адміністративним поділом – вулиця с. Бариш[2].
- Тисів — хутір, приєднаний до с. Бариш; розташований за 3 км на захід від нього. 19 листопада 1944 р. польсько-більшовицькі "стрибки" спалили господарство М. Благого, його і дочку застрелили. У березні 1949 р. на хуторі було 32 двори, проживало 129 осіб; у лютому 1952 р. – 37 будинків (151 особа); цього ж року влада планувала створити з хуторів Гутишин, Луги і Тисів село; план не реалізовано. У 2011 р. на хуторі – 12 будинків, 37 осіб. Діє торговий заклад. Є ставок та джерело "Голодна вода" (за радянських часів – база відпочинку). На х. Тисів проживали зв’язкова ОУН Марія Джуглей, батьки архімандрита, доктора богослов’я і літурґіки, лауреата Національної премії України ім. Т. Шевченка (2005 р.) Рафаїла Турконяка (1949р. н.), Павло Турняк та Стефанія (до шлюбу Стас)[2].

## Топоніміка
На думку дослідників, село Бариш свою назву дістало не від слова бариш — «прибуток», а від слова «бар»' — «мокре місце між горами», «глибокий, стрімкий яр» (у праслов'янську епоху — «калюжа»). Походження і первинне значення слова остаточно не з'ясовані. У більшості слов'янських мов слово бар означає «калюжа». Можливо назва походить від базару який був на вул. Великий Кут, що означало «прибуток» людей який там жили..

## Історія

### Давні часи
Поблизу села виявлено археологічні пам'ятки давньоруської культури.

### Середньовіччя, Новий час

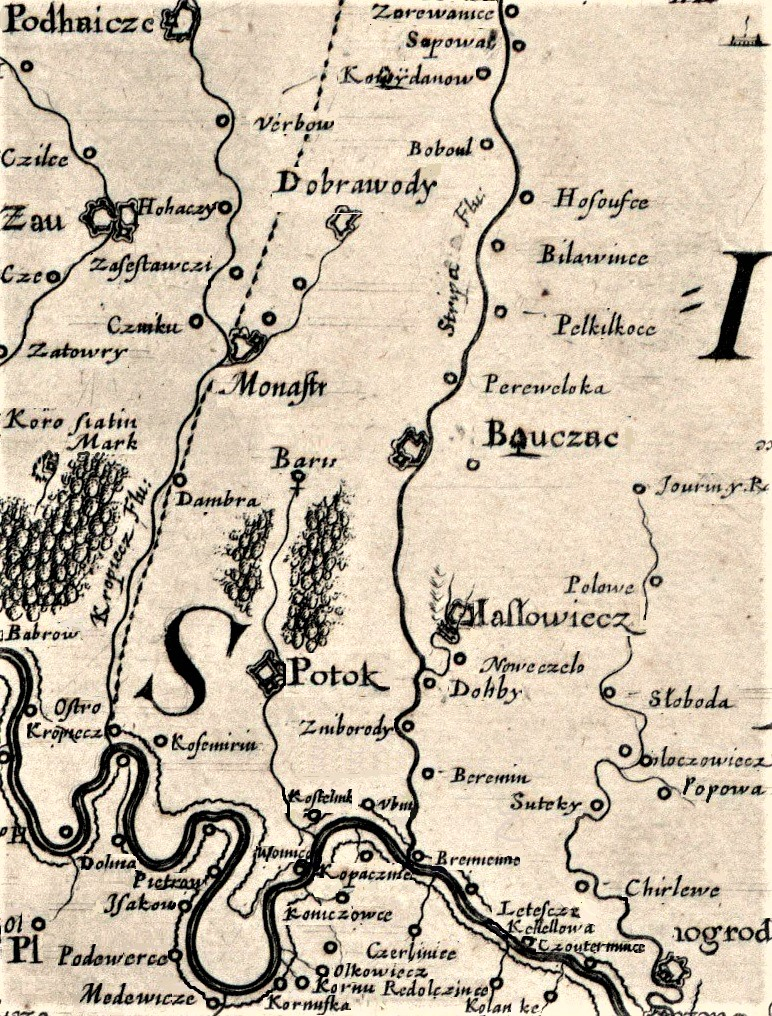
Фрагмент мапи з селом Бариш

Перша письмова згадка — 1393 р., згідно з матеріалами Львівського римсько-католицького арцибіскупства.
В «Актах ґродських і земських» (Том 12, записи від 21 грудня 1439 р.) згадуються Гриць і Зан з Бориша (Hricz et Zan de Borischa) у справі № 711 і Станіслав Пальчик власник Бариша (Stanislaus alias Palczyk procurator de Barischa) у справі № 737).
Польський дослідник Владислав Семкович припускав, що за часів короля Владислава II Яґайла (1386—1434 роки правління) належало Бучацьким-Абданкам, які підписувались також з Язловця та Монастириськ — тобто Язловецьким, Монастирським.
Поселення над річкою Бариш (Баріс) відоме з 1454 року (писемна згадка, власник — Теодорик з Бучача Язловецький). В 1465 р. власниками були сини Теодорика з Бучача Язловецького Міхал та Ян, в 1490 р. власником Верхнього Бариша був Ян Монастирський (за іншою версією, 1469 року належало Бучацьким гербу Абданк, з 1558 р. Язловецьким).
У податковому реєстрі 1515 року в селі документується 4 лани (близько 100 га) оброблюваної землі та ще 2 лани тимчасово вільної.
30 січня 1559 року польський король Сигізмунд II Август надав власнику поселення — кам'янецькому каштеляну Миколаєві з Бучача Язловецькому привілей на перетворення Бариша в місто з маґдебурзьким правом, а також запровадив щорічний ярмарок на Відвідин Діви Марії, та щотижневий базар кожного четверга. За наявними даними, кам'янецький каштелян Миколай Язловецький-Монастирський помер в 1555, тому, дуже ймовірно, привілей надали вже після його смерті. Містечко мало право на ярмарок (в п'ятницю після свята Nawiedzenia Діви Марії); діяли кілька солодовень, млини.
Польський дослідник Рафал Квіріні-Поплавський припускає, що римо-католицька парафія в Бариші постала одночасно з набуттям маґдебурґії. Пізніше костел перейшов до рук протестантів (ймовірно, кальвіністів, яким був дідич Юрій Язловецький — син Миколая Язловецького-Монастирського), бо реляція (доповідна записка) архиєпископа Яна Димітра Соліковського за 1600 р. вказує, що костел перейшов до католиків від протестантів. Новий дідич Ієронім Язловецький сприяв відновленню парафії в 1602 р.
У результаті нападів турків і татар (зокрема, в 1621) містечко занепало. Біля 1630 р. дідичами стали Потоцькі, зокрема, в 1652 — Ян Потоцький, в 1687 — його син Стефан Александер Потоцький, онук Микола Василь Потоцький. Його відродження розпочалося після 1687 року за сприяння С. А. Потоцького.
Місто мало статус «домінії Бариш» у Станиславівському окрузі й у зв'язку з цим отримало в середині XIX ст. печатку з гербом: у полі щита — серп. Нові дідичі — шляхтичі Шавловські — привезли із західної Польщі багато поселенців.
1786 р. з ліцитації маєток у містечку придбала вдова Станіслава Коссаковського Катажина з Потоцьких за 176 тисяч золотом.
1800 р. — початок будівництва костелу (існує сьогодні, фундатор — дідич о. Каєтан Потоцький.).

### XX століття
Бариш мав статус міста до Другої світової війни. Діяли каса ощадності та позичок (із 1904), товариство «Січ» (з 1912) — читальня «Просвіти».
У 1938 році Бариш мало статус містечка, у ньому проживало:
- 1250 греко-католиків,
- 4000 римо-католиків,
- 290 євреїв.

Діяли 7-класова чоловіча та жіноча утраквістична школи, 2 школи експоновані 2-класові, де мова викладання була польська. Були братства тверезості і братство Найсвятішого Серця Ісуса Христа (200 членів), Марійська Дружина Непорочного Зачаття Пресвятої Діви Марії (50 членів), парафіяльна читальня «Скала» (50 членів).
Після повторного приходу більшовиків повернулись і умови тоталітарного режиму зі всіма своїми «атрибутами». Після війни поляків переселено за новий кордон, зокрема, ксьондз Юзеф Мруз (Józef Mróz) виїхав разом з останньою групою поляків 23 вересня 1945 р.; ключі від костелу він передав районній владі, ключі від плебанії — місцевій. Костел перетворили на магазин-склад, у крипті зберігали міндобрива, орган — знищили. Теперішній ФАП — колишня плебанія. Останній транспорт з Бариша виїхав у вересні 1945 року.

### Період Незалежності
12 червня 2020 року, відповідно до розпорядження Кабінету Міністрів України № 724-р «Про визначення адміністративних центрів та затвердження територій територіальних громад Тернопільської області» увійшло до складу Бучацької міської громади.
19 липня 2020 року, в результаті адміністративно-територіальної реформи та ліквідації Бучацького району, увійшло до складу новоутвореного Чортківського району.
З 11 грудня 2020 р. належить до Бучацької міської громади.

## Політика

### Парламентські вибори, 2019
На позачергових парламентських виборах 2019 року у селі функціонували 3 окремі виборчі дільниці № 610132–610134.
Результати
- зареєстровано 1664 виборці, явка 69,71%, найбільше голосів віддано за «Слугу народу» — 41,42%, за Всеукраїнське об'єднання «Батьківщина» — 12,65%, за «Європейську Солідарність» — 11,27%.[20] В одномандатному окрузі найбільше голосів отримав Микола Люшняк (самовисування) — 37,15%, за Ігоря Сопеля (Слуга народу) — 25,00%, за Романа Василіцького (Об'єднання «Самопоміч») — 13,37%[21].

## Населення
Згідно з переписом УРСР 1989 року чисельність наявного населення села становила 2609 осіб, з яких 1210 чоловіків та 1399 жінок.
За переписом населення України 2001 року в селі мешкало 2476 осіб.

### Мова
Розподіл населення за рідною мовою за даними перепису 2001 року:
| Мова       | Відсоток |
| ---------- | -------- |
| українська | 99,40 %  |
| російська  | 0,36 %   |
| білоруська | 0,04 %   |
| молдовська | 0,04 %   |

## Символіка

### Герб
За доби Австро-Угорської імперії поселення вважалося містечком Бучацького повіту Королівства Галичини, однак затвердженого герба не мало. На печатці місцевої громади, датованій 1867 роком, зображений серп. Емблему супроводжував напис: «GIMINI BARISZ», тобто спотворене польське «Gmina Barysz» або німецьке «Gemeinde Barysz» — «громада Бариш».

## Релігія
- Церква Вознесіння Господнього (1864; ПЦУ; мурована),
- церква Вознесіння Господнього (1864; УГКЦ; мурована, колишній костел Пресвятої Трійці, 1800–1864[26]),
- церква Успення Пресвятої Богородиці (дерев'яна; втрачена),
- церква Собору Архистратига Михаїла (дерев'яна; втрачена).

У СЕЛІ ПОБУДОВАНО КАПЛИЧКИ. ПОБУДОВАНІ  НА ВУЛИЦЯХ: ГОЛИЇВКА, МАЛИЙ КУТ, ЗАВАЛЛЯ, ЗЕЛЕНА. ТАКОЖ КАПЛИЧКА ОСВЯЧЕНА СВ.МИКОЛАЮ Є НА ГУТИШИНІ

## Пам'ятки
- Поселення Бариш I[d] (ранній залізний вік);

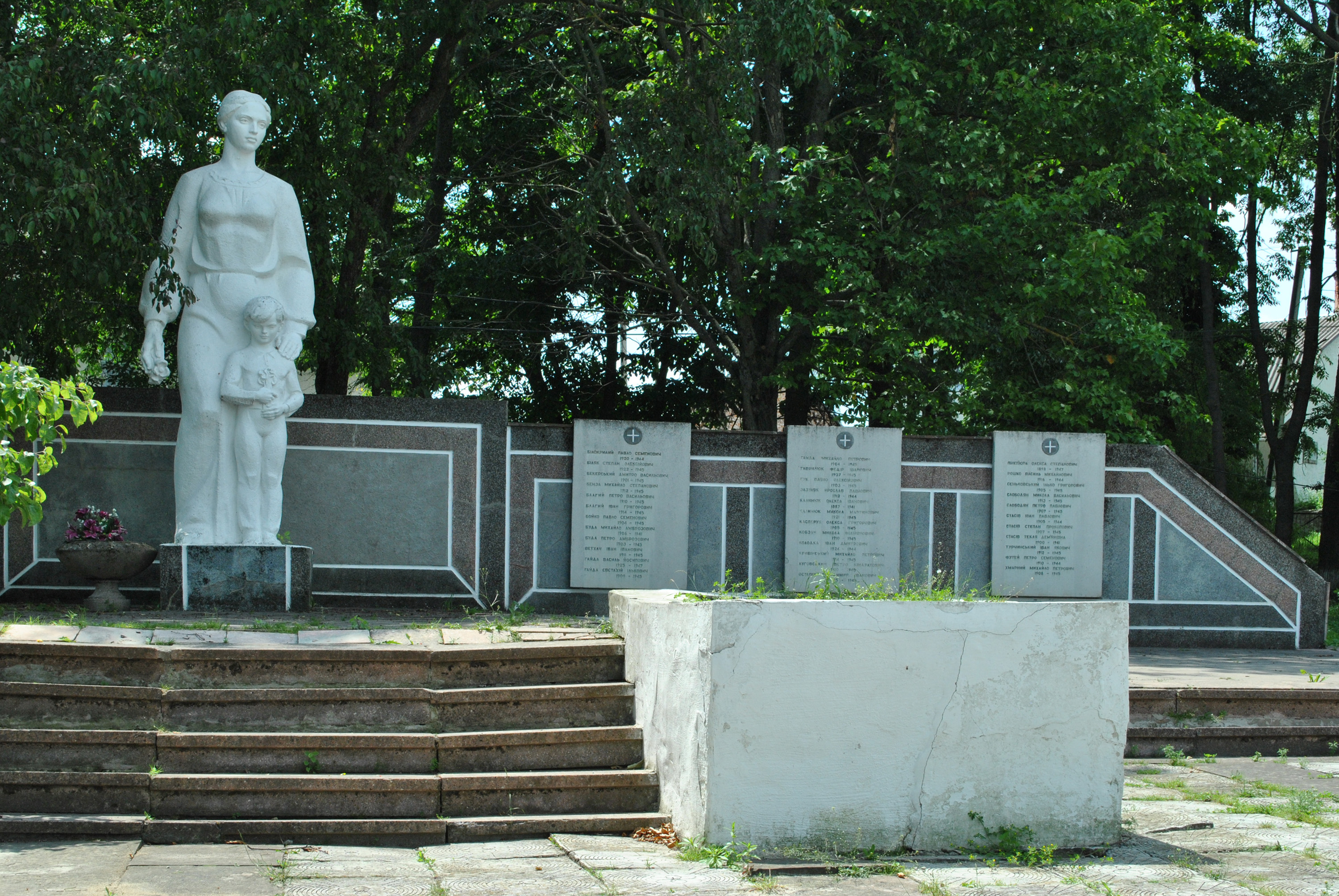
Пам'ятний знак воїнам-землякам, які загинули в роки Другої світової війни

- Поселення Бариш II[d] (ранньослов'янський час; давньоруська культура);

Споруджено:
- пам’ятник[d] полеглим у німецько-радянській війні воїнам-односельцям (1967.; скульптор О. Ментус);
- пам’ятний знак «Тризуб» на честь 10-ї річниці незалежності України (2001).
- встановлено
  - фігура Матері Божої (2000);
  - фігура Архістратига Михаїла (2004);
  - фігура Святого Миколая (2012);[27]
  - кам’яний хрест (кін. 19 ст.) на честь скасування панщини
  - символічна могила[d] УСС (1991.; кам’яна);

Є могили де перепоховані останки 10-х односельців-членів ОУН і УПА, загиблих у березні 1948 року (1990).
- Братська могила поляків[d], полеглих у 1945 р.;

Пам'ятний знак на честь скасування панщини
Щойновиявлена пам'ятка історії. Розташований в східній околиці села, біля дороги.
Робота самодіяльних майстрів, виготовлений з каменю (1864 р.).

## Економіка
У селі працюють столярний цех, млин, три пилорами, магазини.

## Соціальна сфера
Діють ЗОШ I–III ступенів, Будинок культури, бібліотека, поштове відділення, аптека.
У селі також знаходиться геріатричний центр для самотніх людей. Біля нього встановлена та освячена у 2012 році фігура Св, Миколая.

## Відомі люди
Народилися
- Ярослав Бенза (1950—2010) — радіожурналіст, літератор.
- Іван Біжак — громадський діяч.
- Оксана Борушенко (нар. бл. 1936) — учений-історик.
- Павло Борушенко (1902–1980) — громадський діяч, інженер у США.
- Лариса Борушенко–Моро (бл. 1946 р. н.) — піаністка, професор музики.
- Іван Буда — вчений, професор фізики.
- Роман Василик (нар. 1947) — художник.
- Іван Гайда (1961—2020) — полковник медичної служби.
- Олесь Гузар — генеральний директор науково-виробничої корпорації «Клімат-Сервіс».
- Анатолій Гайда (нар. 1955) — вчений-хімік.
- Мирон Західний (нар. 1962) — економіст, банкір, меценат.
- Роман Наконечний (нар. 1954) — громадський діяч.
- Богдан Футей (нар. 1939) — правник, політичний діяч у США.

Парохи
- о. Іван Зафійовський (пом. 1898[29]) — священик УГКЦ, швагро о. Цегельського Теодора,[29] тесть Сіяка Остапа.[30]
- протоієрей о. Петро Висоцький (пом. 2005) — священик УАПЦ, протягом 40 років був настоятелем храму Святого Вознесіння.

Почесні громадяни села Бариш
- Павло Василик (1926–2004) — політв'язень, релігійний діяч, єпископ Коломийсько-Чернівецької єпархії УГКЦ. У 1945—1946 роках проживав в селі.
- Павло Гишка — пенсіонер з української діаспори в Канаді.
- о. Ігор Табачак — священник ПЦУ.
- Богдан Футей — федеральний суддя США.
- Геннадій Яворський — господарник, громадський діяч.
- о. Петро Висоцький — священник УАПЦ с. Бариш.

## Світлини

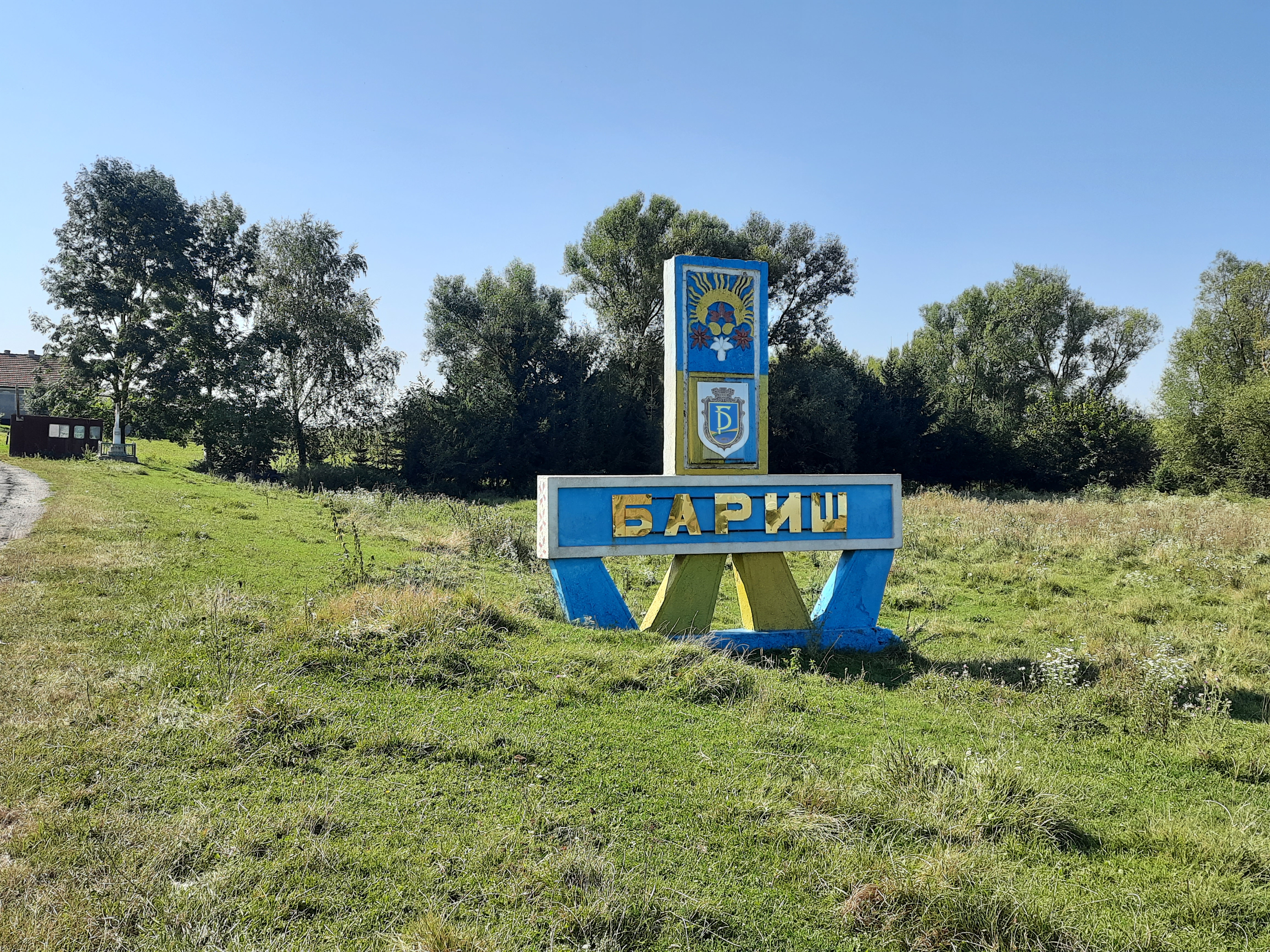
Знак при в'їзді в село
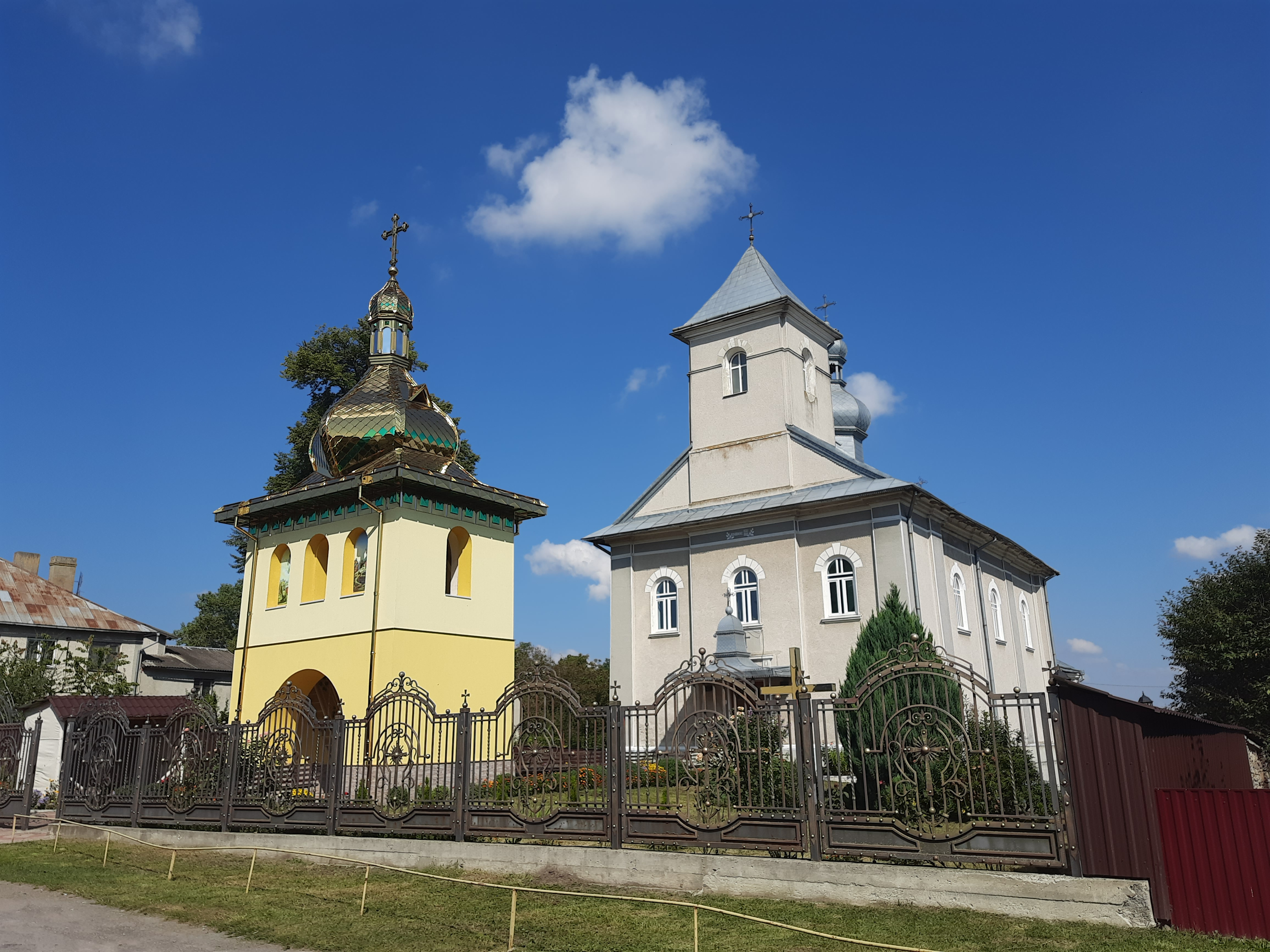
Церква Вознесіння Господнього 1854р ПЦУ
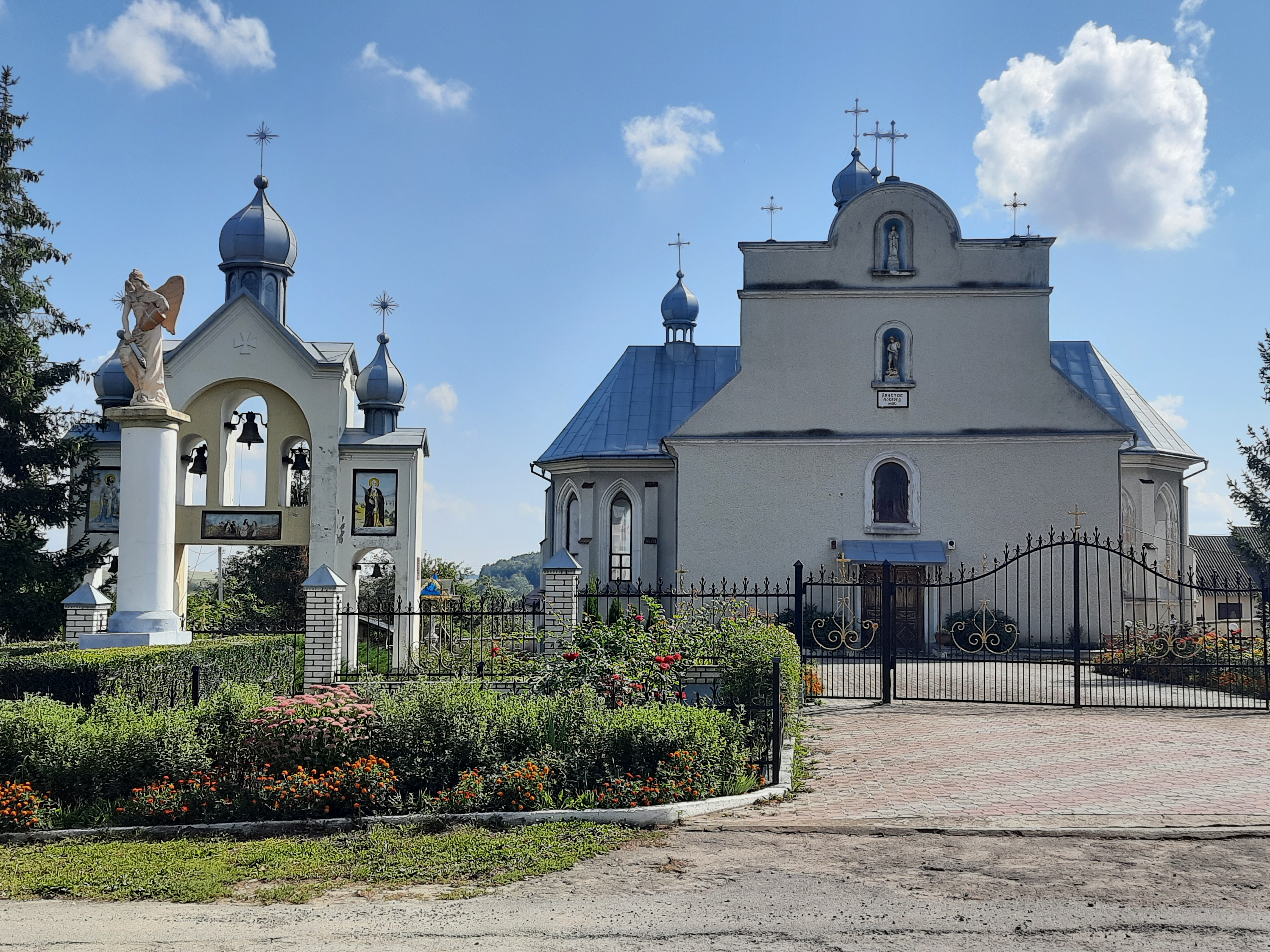
Церква Вознесіння Господнього УГКЦ
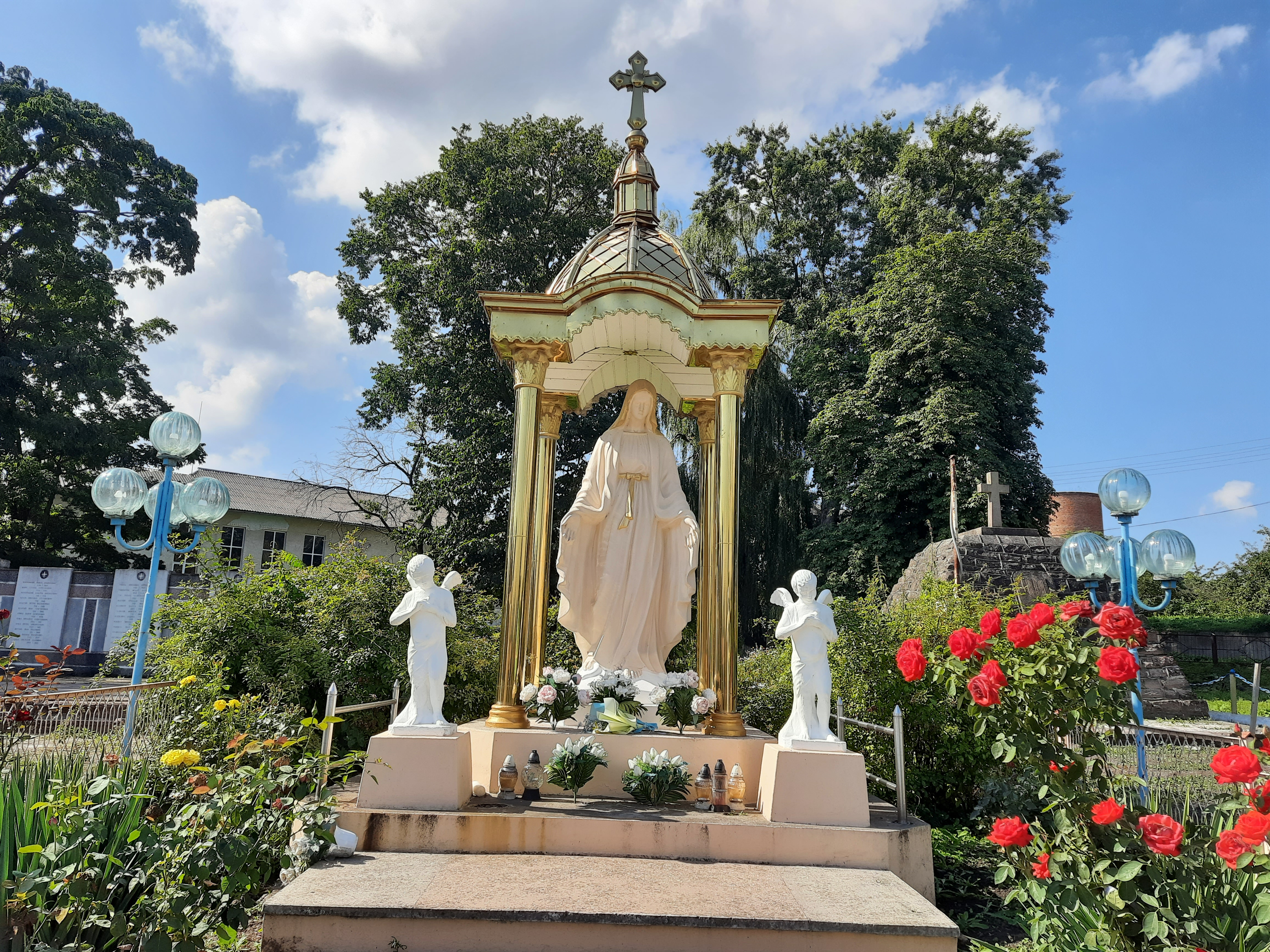
Статуя Божої Матері
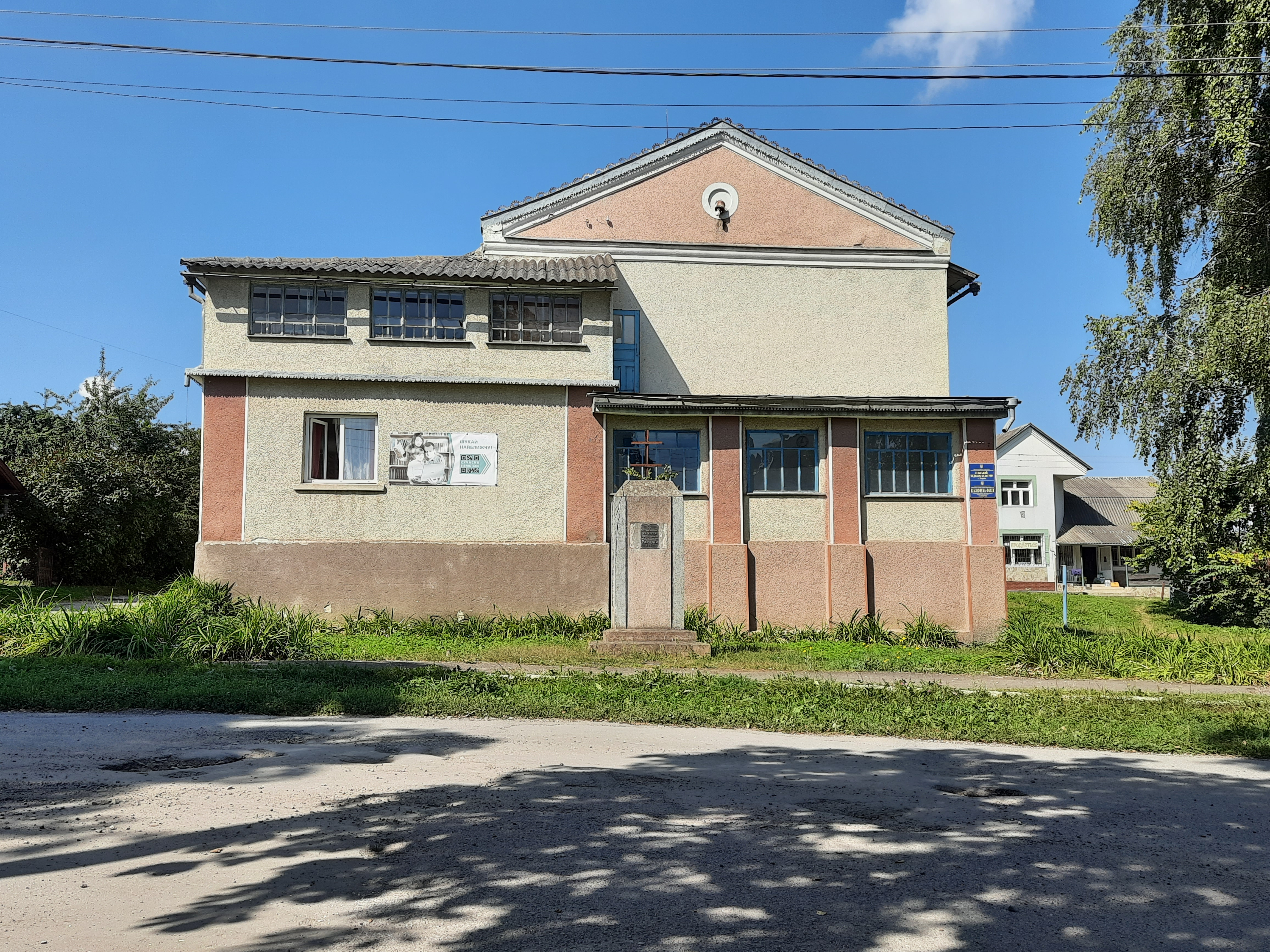
Будинок культури
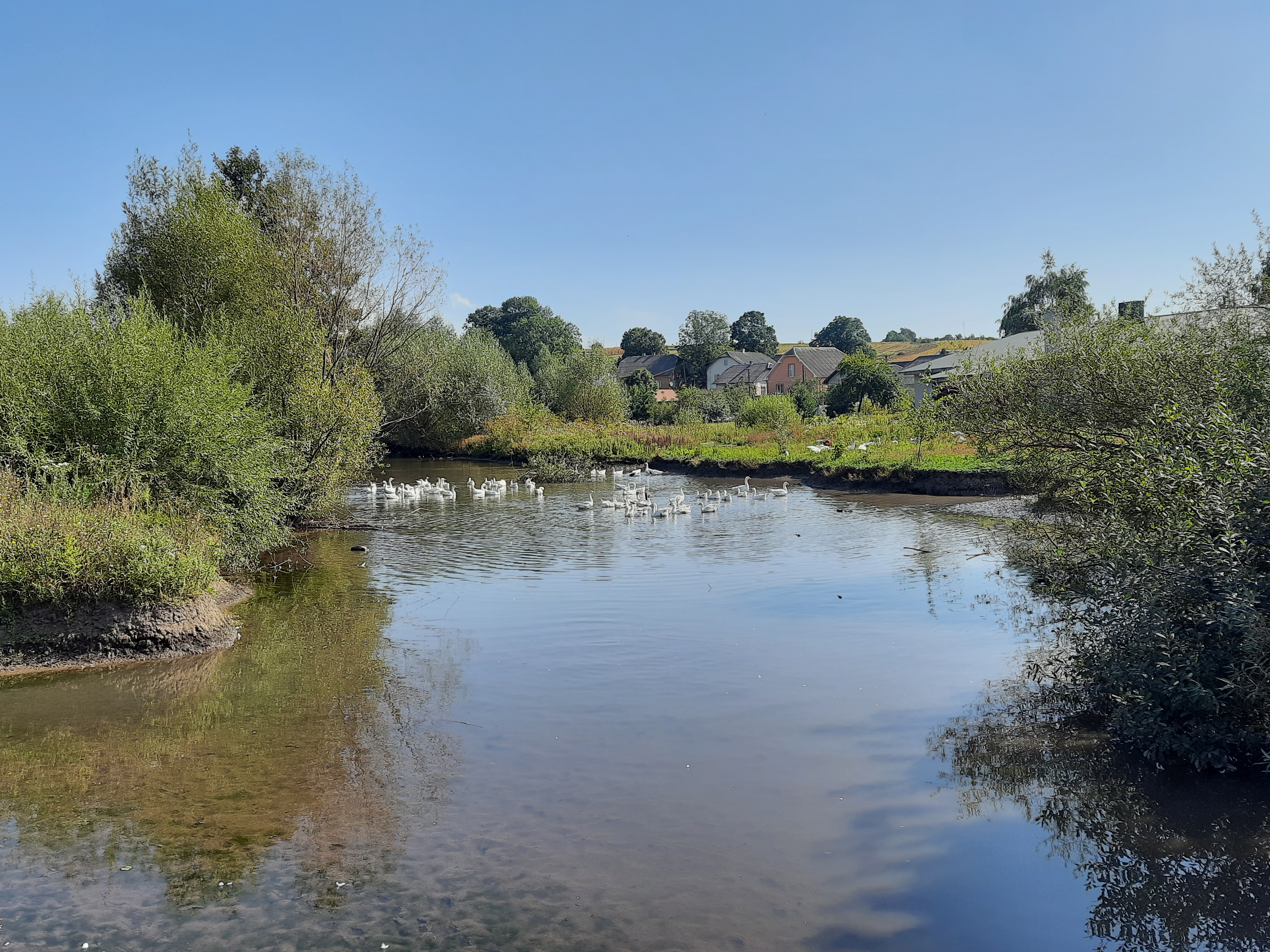
Річка Бариш біля села